# Sumpf-Heidelibelle
Die Sumpf-Heidelibelle (Sympetrum depressiusculum) ist eine Libellenart aus der Familie der Segellibellen (Libellulidae). Diese gehören zu den Großlibellen (Anisoptera).

## Merkmale
Sumpf-Heidelibellen haben eine Flügelspannweite von fünf bis sechs Zentimetern. Die Flügeladerung ist dabei insbesondere am hinteren Rand des Flügels sehr dicht. Die Männchen haben einen roten, abgeflachten Hinterleib, der auf den Seiten der Segmente drei bis acht kleine, schwarze Keilflecken mit der Spitze nach vorne trägt. Diese verschwinden jedoch teilweise bei ausgereiften Tieren. Des Weiteren besitzen junge Männchen seitlich einen schmalen gelben Streifen. Die Beine sind – wie bei der Blutroten Heidelibelle – komplett schwarz. Die Legeklappe der Weibchen liegt am Körper an, steht also nicht wie beispielsweise bei der Großen Heidelibelle und der Gemeinen Heidelibelle vom Körper ab. Das Abdomen erreicht eine Länge von 20 bis 23 Millimetern.

## Vorkommen und Lebensweise

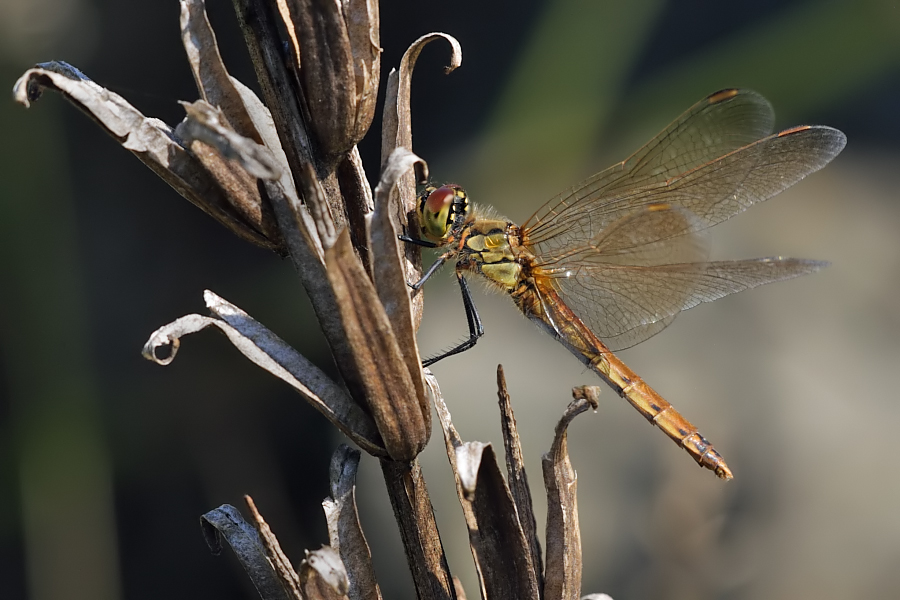
Älteres Weibchen

Die beispielsweise in Deutschland als „vom Aussterben bedroht“ geltende Art lebt an warmen, flachmoorigen Gewässern. 
Sie fliegt von Juli bis September. Die Paarung findet als Kopulationsrad statt. Die Eier werden an Algen abgelegt. Da die Tiere sehr wärmebedürftig sind, sind sie nur um die Mittagszeit unterwegs.
Die Larven schlüpfen erst im Frühjahr nach einer Ei-Überwinterung. Sie vollenden ihre Entwicklung schon im gleichen Sommer.